# Ladislav Pacholík
 Ladislav Pacholík  (26. listopadu 1903, Praha – 19. února 1966 tamtéž) byl český stavební inženýr, odborník v oblasti mostního stavitelství, zaměřený na předpjaté železobetonové konstrukce a autor řady odborných publikací a článků z tohoto oboru.

## Život
Ladislav Pacholík se narodil 26. listopadu 1903 v Praze. Navštěvoval I. českou reálku v Praze na Novém Městě, kterou ukončil s vyznamenáním v roce 1921. V letech 1921–1926 vystudoval Vysokou školu inženýrského stavitelství při ČVUT v Praze, směr konstruktivní–dopravní. Ještě během studií pracoval jako výpomocná technická síla v hydrografickém oddělení Zemské správy v Praze a stejnou práci zastával i v kancelářích různých stavebních podnikatelů. Podílel se na projektech, provádění, kalkulaci a fakturaci železničních staveb.
Po ukončení vysokoškolských studií v roce 1926 byl do roku 1929 asistentem při ústavu mostního stavitelství Vysoké školy inženýrského stavitelství ČVUT (vedoucí prof. Jan Kolář).
V listopadu 1929 nastoupil do oddělení pro stavbu státních mostů Zemského úřadu v Praze. V říjnu 1935 byl přeložen na Ministerstvo veřejných prací do oddělení pro stavbu silničních mostů. Dále pracoval na Ministerstvu techniky a Ministerstvu dopravy.
Jako ministerský úředník a odborník na mostní stavby se podílel na zavádění nových technických postupů, zejména v oblasti konstrukcí z předpjatého betonu. Spolu s projektanty a statiky vypracoval řadu návrhů unikátních silničních mostů v Československu (mosty přes Vltavu, Moravu, Váh, Hron nebo Orlici). Dva z postavených objektů, Podolský most a Vojslavický most jsou kulturní památkou České republiky.

Kromě navrhování a příprav staveb různých mostů, připravil a vedl zatěžovací zkoušky již postavených obloukových mostů, při nichž sledoval spolupůsobení mostovky s obloukem, vliv teploty na chování konstrukcí a další technické parametry.
Byl zastáncem a propagátorem konstrukcí z předpjatého betonu a sledoval vývoj tohoto oboru i v zahraničí. Napsal řadu publikací i odborných článků a pořádal přednášky s touto tematikou v Praze, Berouně, Brně nebo Moravské Ostravě. Některé články byly publikovány v němčině v odborných německých časopisech (Beton und Eisen aj.).
V období 2. světové války stavební činnost téměř ustala a s ní i práce na dálnici Praha – Brno – Zlín a plánovaných mostech přes údolí Šmejkalky u Senohrab, přes Sedlický potok u Borovska a Želivky u Píště.
Po válce, v roce 1947, byly u dostavby válkou poničeného Vojslavického mostu poprvé v Československu použity předpjaté nosníky, vyrobené a uložené za dohledu ing. Ladislava Pacholíka. Následovaly další mostní konstrukce z předpjatého betonu (Živohošťský most, Cholínský most) a Zvíkovské mosty přes Vltavu a Otavu, postavené technikou
letmé betonáže.
Jeho zájem patřil i dalším novodobým typům mostních konstrukcí, například spřaženým ocelobetonovým mostům. Ing. Pacholík pozorně sledoval i výstavbu moderního Žďákovského mostu z oceli, jeho dokončení se však nedožil. Zemřel
19. února 1966 ve věku 62 let.

## Dílo

### Spolupráce při navrhování a realizaci mostů (výběr)
- 1936 Vestecký most u obce Vestec, okres Příbram[7]
- 1939–1943 Podolský most, Podolsko, okres Písek[8]
- 1941 Žďákovský most (původní návrh o rozpětí oblouku 360m), Orlická přehrada, okres Písek[9]
- 1942 Vojslavický most, známý též jako Dvojmost u Píště, okres Pelhřimov, (druhé patro z oceli bylo vybudováno v 70. letech)[10]
- 1942 Zlíchovský most - nerealizováno[11]
- 1952–1956 Živohošťský most[12]
- 1956 Cholínský most[13]

### Publikace
- 1946 Estetika mostních staveb, Ústav pro učebné pomůcky průmyslových a odborných škol, Praha
- 1946 Konstrukce z předpjatého betonu, Ústav pro učebné pomůcky průmyslových a odborných škol, Praha
- 1947 Zjednodušené řešení roštových soustav se vzorci, tabulkami a výpočty, Ústav pro učebné pomůcky průmyslových a odborných škol, Praha
- 1948 Tlak zemin v silničním a mostním stavitelství, Státní ústav pro učebné pomůcky průmyslových škol, Praha
- 1950 Nauka o betonu (Pom. text pro průmyslové školy stavební), Státní nakladatelství, odd. odb. šk., Praha
- 1951 Předpjatý beton (Určeno pro posl. odb. a vys. šk. a inž. a techn. v praxi), Technicko-vědecké vydavatelství, Praha

### články (výběr)
- 1937 Napjatý beton
- 1939 Nosníky s napjatou výztuží
- 1940 Největší trámový most ze železového betonu (publikováno v němčině v časopisu Beton und Eisen)
- 1943 Konstrukce z předpjatého betonu

## Galerie

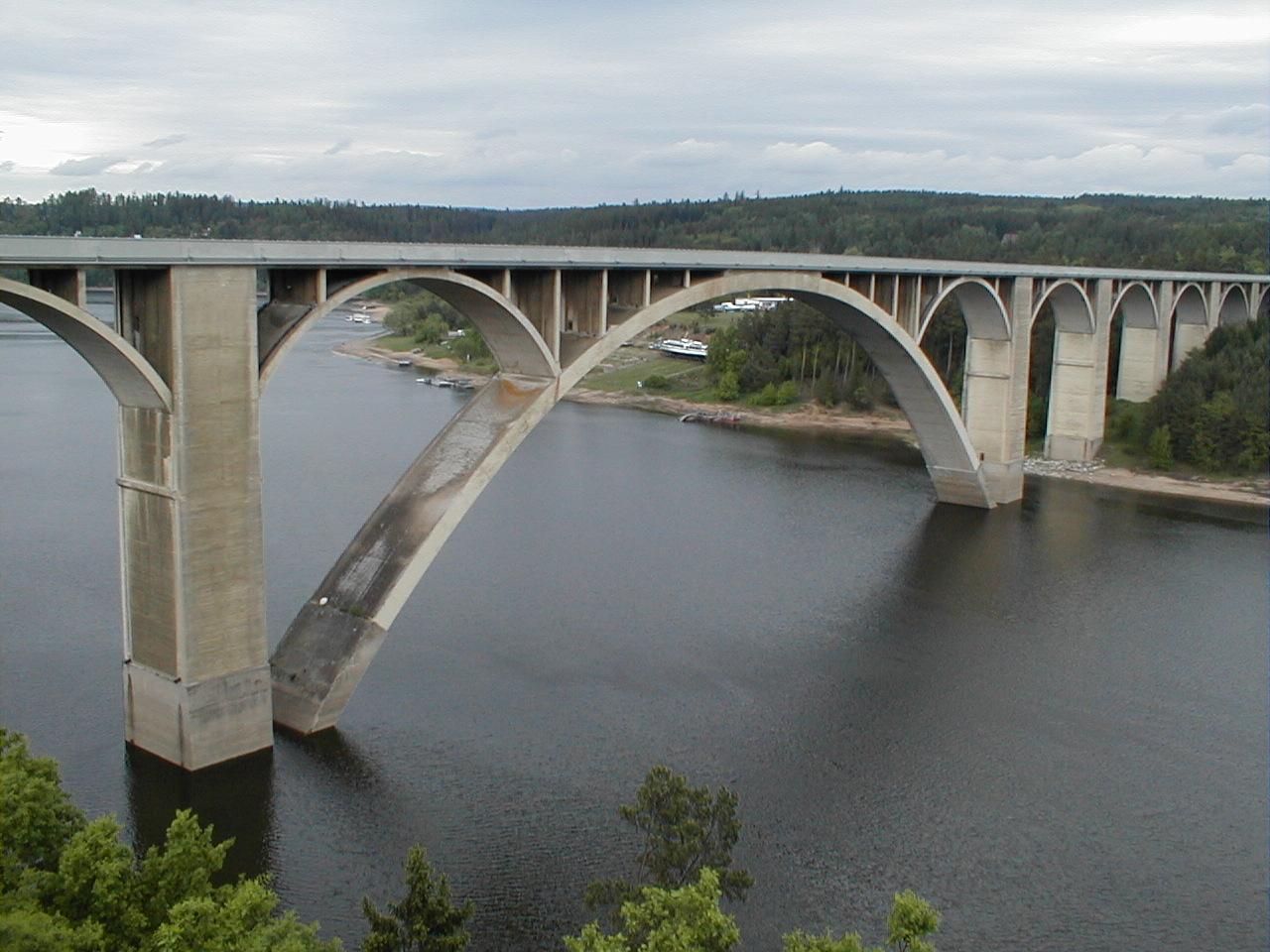
Podolský most
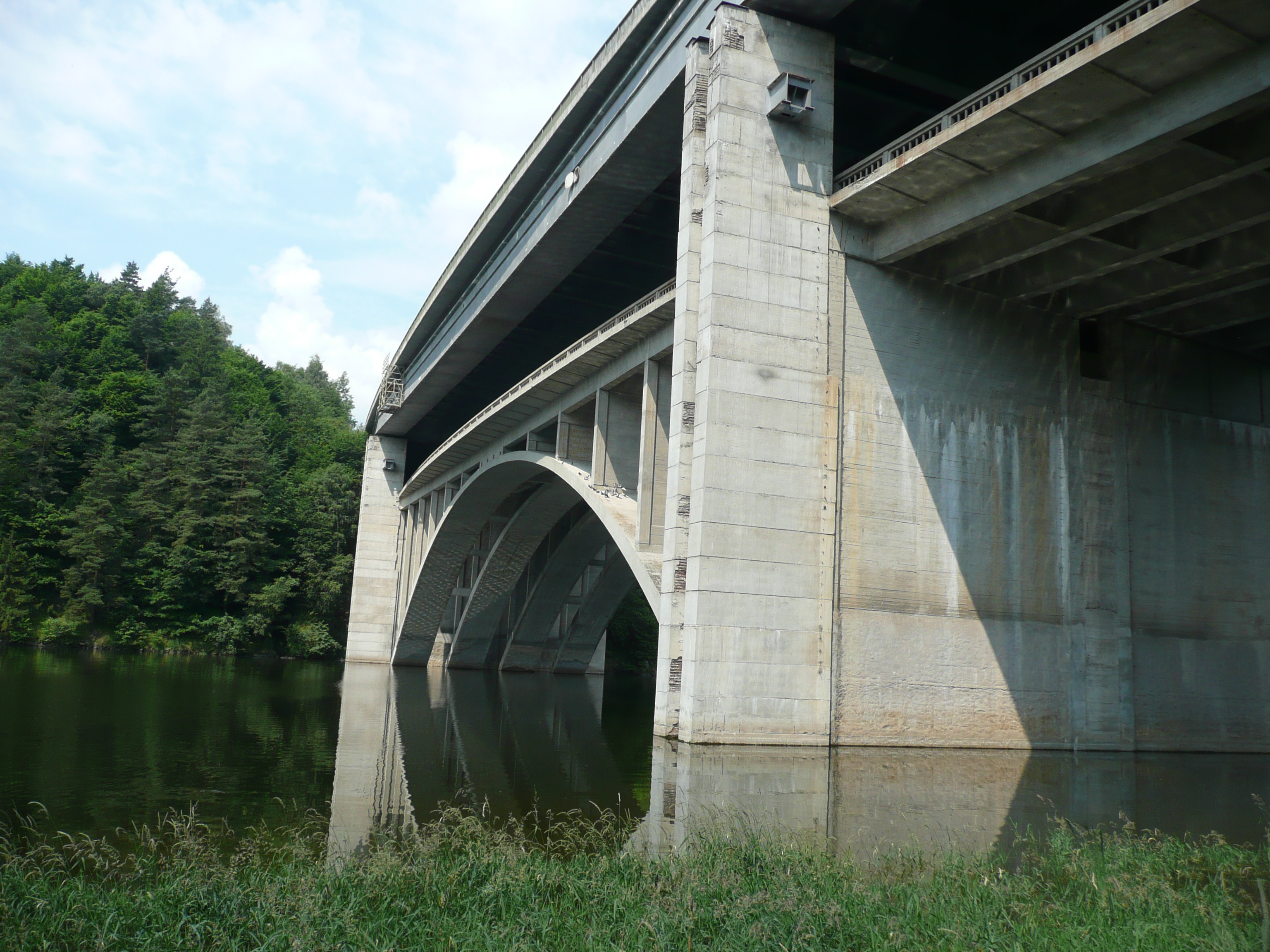
Dvojmost u Píště
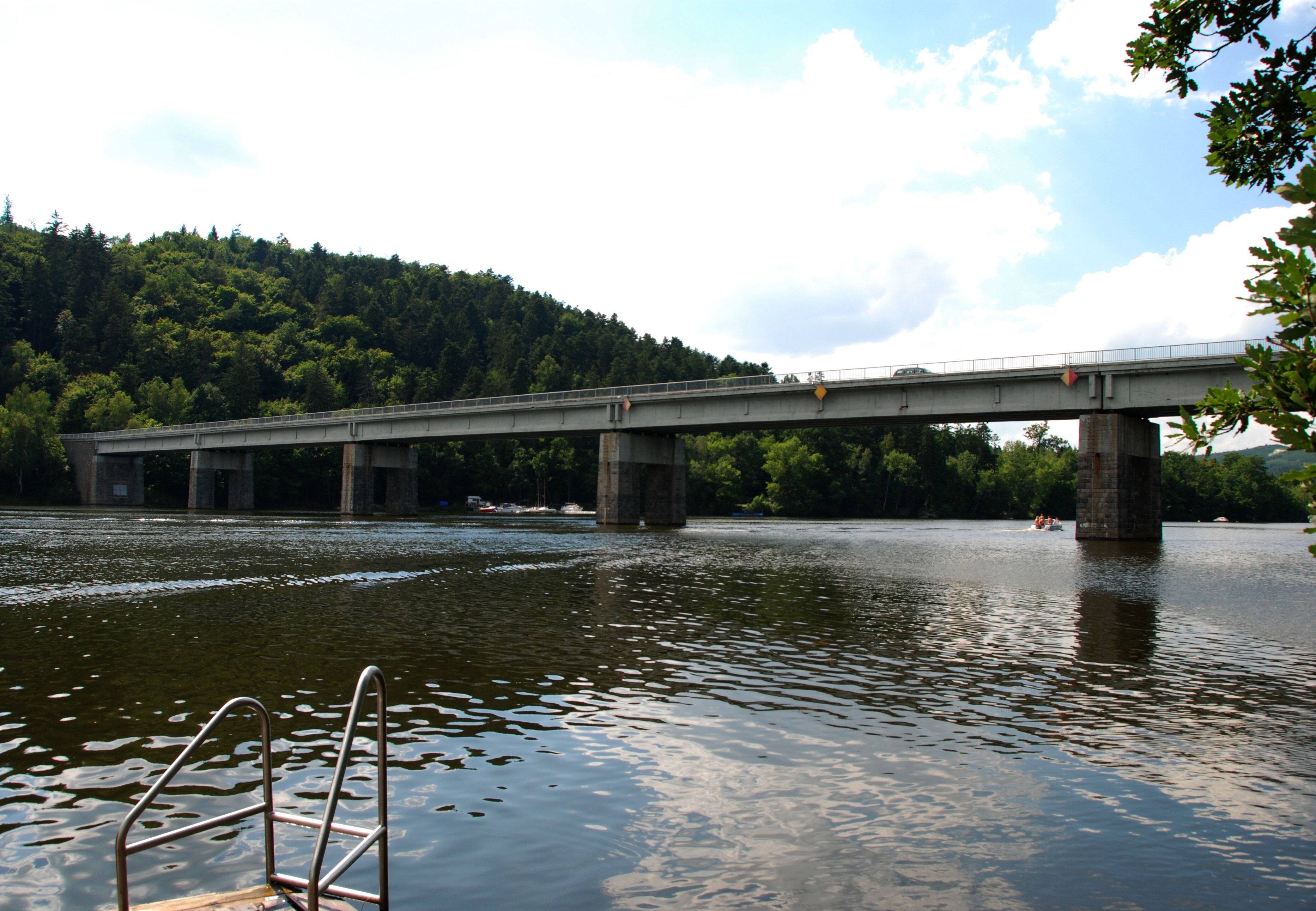
Cholínský most